# Tjiegŋalis
Tjiegŋalis, enligt tidigare ortografi Tjeknalis, är en sjö i Jokkmokks kommun i Lappland och ingår i Luleälvens huvudavrinningsområde. Sjön har en area på 0,378 kvadratkilometer och ligger 789 meter över havet. Tjiegŋalis ligger i Sarek Natura 2000-område.
Sjön avvattnas av ett namnlöst vattendrag som mynnar i Liehtjitjávrre.

## Delavrinningsområde
Tjiegŋalis ingår i det delavrinningsområde (747663-159402) som SMHI kallar för Utloppet av Lietjit-Jaure. Medelhöjden är 1 089 meter över havet och ytan är 18,43 kvadratkilometer. Räknas de 22 avrinningsområdena uppströms in blir den ackumulerade arean 293,38 kvadratkilometer. Sijddoädno som avvattnar avrinningsområdet har biflödesordning 3, vilket innebär att vattnet flödar genom totalt 3 vattendrag (Blackälven (Smadjeädno), Lilla Luleälven, Luleälven) innan det når havet efter 334 kilometer. Avrinningsområdet består mestadels av kalfjäll (66 procent). Avrinningsområdet har 2,78 kvadratkilometer vattenytor vilket ger det en sjöprocent på 15,1 procent. Delavrinningsområdet täcks till 19,35 procent av glaciärer, med en yta av 3,57 kvadratkilometer.